# كريس بارتون
كريس بارتون (بالإنجليزية: Chris Barton)‏ هو لاعب هوكي الجليد أمريكي، ولد في 12 يوليو 1987 في كالغاري في كندا.

## وصلات خارجية
- كريس بارتون على موقع دوري الهوكي الوطني (الإنجليزية)
- كريس بارتون على موقع EliteProspects.com (الإنجليزية)
- كريس بارتون على موقع HockeyDB.com (الإنجليزية)